# Fabiano De Zan
Fabiano De Zan (Brescia, 19 gennaio 1923 – Brescia, 4 ottobre 2013) è stato un politico italiano.

## Biografia
Esponente della Democrazia Cristiana, in occasione delle politiche del 1963 fu eletto deputato (33.822 preferenze).
Successivamente approdò al Senato, venendo eletto per il collegio di Salò alle politiche del 1968, alle politiche del 1972, alle politiche del 1976 e alle politiche del 1979.
Terminò il mandato parlamentare nel 1983.